# Преподобный Евфросин Палестинский
Преподобный Евфросин Палестинский (Евфросин Повар) (греч. Άγιος Ευφρόσυνος ο μάγειρας) — святой Православной церкви. Евфросин жил в IX веке, был монахом и поваром в Палестине. Его жизнь описана в Синаксаристе Никодима Святогореца.

## Жизнеописание
О жизни преподобного Евфросина до того момента, пока он не стал монахом, ничего неизвестно. Известно, что Евфросин происходил из крестьянской семьи. Он пришел в один из монастырей Палестине и стал нести в нём послушание повара.
Согласно житию, поскольку он был незнатен, он претерпевал от монастырской братии большие неприятности, поношения, поругания и частые досаждения. Однако он переносил все оскорбления с мужеством, благоразумием и со спокойствием, ничуть не смущаясь.
Трудясь день и ночь на послушании, он никогда не оставлял молитвы и поста. Возжигая в поварне огонь вещественный, преподобный восспалялся духовным огнем любви к Богу, к Нему пламенело его сердце.

### Сон иерея
Некий иерей, живший в одном монастыре с Евфросином, каждую ночь молил Бога показать ему те будущие блага, которые уготованы любящим Бога. И вот в одну из ночей он имел такое видение: ему представилось, что он стоит в раю, со страхом и радостью созерцая его неизреченную красоту; там он увидал повара своего монастыря — Евфросина.
Иерей побеседовал с Евфросином, и в разговоре спросил не рай ли это. «Рай» — ответил Евфросин, и в доказательство дал яблоки. Иерей проснулся от ударов колокола, и на своём столе он увидел яблоки, которые чудесно благоухали.
Священник, найдя в церкви преподобного Евфросина, спросил его под клятвой, где он был ночью. Святой ответил, что находился там, где был и священник. Затем преподобный сказал, что Господь, исполняя молитву священника, показал ему рай и подал райские плоды через него.
По окончании утрени, иерей собрал братию и, показав ей три райских яблока, подробно рассказал то, что видел. Все ощутили от тех яблок неизреченное благоухание и радость духовную, и в умилении дивились тому, о чем поведал иерей. Они пошли в поварню к Евфросину, дабы поклонится рабу Божию, но уже не нашли его, ибо он избегал славы человеческой. Святой вышел из монастыря и скрылся, оставив место своего нового пребывания в тайне. Яблоки преподобного хранились, были поделены на кусочки и раздавались на благословение и исцеления. Больные, вкушавшие от них, исцелялись от своих болезней.

## День памяти
День памяти преподобного Евфросина Палестинского отмечают 11 (24) сентября.